# Фаусто Черчиняни
Фаусто Черчиняни (Fausto Cercignani) (роден на 21 март 1941 г.) е италиански учен, есеист и поет.

## Научна и учебна дейност
Фаусто Черчиняни преподава история на английския език, германска филология и немска литература в университетите в Бергамо (1971 – 1974), Парма (1974 – 1975), Пиза (1975 – 1983 г.) и Милано (1983 – 2011).
В областта на изучаването на английски език Фаусто Черчиняни е добре познат с изследванията си върху Уилям Шекспир. Неговите статии за произношението на английски по времето на Шекспир (публикувани в академичните списания „Studia Neophilologica“, „English Studies“ и др.) са последвани от неговото голямо проучване „Shakespeare’s Works and Elizabethan Pronunciation“ (Oxford, 1981).
В областта на германската филология Фаусто Черчиняни публикува изследвания на старогермански език, готски език, староанглийски език и немски език.

## Творчество
- The Consonants of German: Synchrony and Diachrony , Milano, Cisalpino, 1979.[3]
- The Development of the Gothic Short/Lax Subsystem, „Zeitschrift für vergleichende Sprachforschung“, 93/2, 1979, 272 – 278.[4]
- Early „Umlaut“ Phenomena in the Germanic Languages, „Language“, 56/1, 1980, 126 – 136.[5]
- Zum Hochdeutschen Konsonantismus. Phonologische Analyse und phonologischer Wandel, „Beiträge zur Geschichte der deutschen Sprache und Literatur“, 105/1, 1983, 1 – 13.[6]
- The Development of */k/ and */sk/ in Old English, „Journal of English and Germanic Philology“, 82/3, 1983, 313 – 323.[7]
- The Elaboration of the Gothic Alphabet and Orthography, „Indogermanische Forschungen“, 93, 1988, 168 – 185.[8]
- Saggi linguistici e filologici. Germanico, gotico, inglese e tedesco, Alessandria, Edizioni dell'Orso, 1992.[9]

### Литературна критика
Фаусто Черчиняни публикува книги и есета за изучаване на произведенията на такива световноизвестни писатели като: Йенс Петер Якобсен, Георг Тракъл, Георг Бюхнер, Артур Шницлер, Йохан Волфганг фон Гьоте, Готхолд Ефраим Лесинг, Хуго фон Хофманстал, Райнер Мария Рилке, Албан Берг, Ернст Теодор Амадеус Хофман, Роберт Музил, Новалис, Йозеф Рот, Франц Кафка, Томас Ман, Фридрих Шилер и Криста Волф.

### Книги и статии
- F. Cercignani – M. Giordano Lokrantz, In Danimarca e oltre. Per il centenario di Jens Peter Jacobsen, Milano, 1987.[10]
- F. Cercignani, Existenz und Heldentum bei Christa Wolf. „Der geteilte Himmel“ und „Kassandra“, Würzburg, Königshausen & Neumann, 1988.[11]
- F. Cercignani, Studia trakliana. Georg Trakl 1887 – 1987, Milano, Cisalpino, 1989.[12]
- F. Cercignani, Memoria e reminiscenze. Nietzsche, Büchner, Hölderlin e i poemetti in prosa di Trakl, Torino, Genesi Editrice, 1989.[13]
- F. Cercignani, Studia büchneriana. Georg Büchner 1988, Milano, Cisalpino, 1990.[14]
- F. Cercignani, Studia schnitzleriana, Alessandria, Edizioni dell'Orso, 1991.[15]
- F. Cercignani – Е. Mariano, Vincenzo Errante. La traduzione di poesia ieri e oggi, Milano, Cisalpino, 1993[16]
- F. Cercignani, Novalis, Milano, CUEM, 2002.[17]

### Есета
- In Danimarca e oltre, in F. Cercignani – M. Giordano Lokrantz, In Danimarca e oltre. Per il centenario di Jens Peter Jacobsen, Milano, Cisalpino-Goliardica, 1987, pp. 11 – 12.[18]
- Disperata speranza: la trama del „Niels Lyhne“, in F. Cercignani – M. Giordano Lokrantz, In Danimarca e oltre. Per il centenario di Jens Peter Jacobsen, Milano, Cisalpino-Goliardica, 1987, pp. 95 – 128.[19]
- Dunkel, Grün und Paradies. Karl Krolows lyrische Anfänge in „Hochgelobtes gutes Leben“, „Germanisch-Romanische Monatsschrift“, 36/1, 1986, 59 – 78.[20]
- Zwischen irdischem Nichts und machtlosem Himmel. Karl Krolows „Gedichte“ 1948: Enttäuschung und Verwirrung, „Literaturwissenschaftliches Jahrbuch“, 27, 1986, 197 – 217.[21]
- E. T. A. Hoffmann, Italien und die romantische Auffassung der Musik, in S. M. Moraldo (ed.), Das Land der Sehnsucht. E. T. A. Hoffmann und Italien, Heidelberg, Winter, 2002, 191 – 201.[22]

### Поезия
Поетичните произведения на Фаусто Черчиняни са публикувани в сборника Scritture. Poesie edite e inedite, Torino 2015.
Фаусто Черчиняни също превежда свои стихотворения.

### Кратки разкази
- Five Women (e-book), 2013 г., Amazon/Kindle

## Награди
Österreichisches Ehrenkreuz für Wissenschaft und Kunst I. Klasse, Милано, 1996.